# Salvatore De Rosa
Salvatore De Rosa, meglio noto come Sal DeRosa (Pignataro Maggiore, 10 agosto 1931 – Getzville, 2 marzo 2014), è stato un allenatore di calcio italiano naturalizzato statunitense.

## Carriera
De Rosa giocò nelle giovanili del Napoli prima di dover interrompere in giovane età la carriera agonistica a causa di un infortunio al ginocchio.
Divenuto allenatore, dopo una esperienza nella nazionale militare di calcio dell'Italia, DeRosa si trasferì negli Stati Uniti d'America. Dopo aver allenato i Syracuse Scorpions, nella stagione 1970 venne ingaggiato dal Rochester Lancers per sostituire Alex Perolli, che era stato momentaneamente sostituito dal dirigente dei Lancers Charles Schiano. Con i Lancers vinse il campionato ed il titolo individuale di miglior allenatore del torneo. La stagione seguente raggiunse invece le semifinali, estromesso dai futuri campioni del Dallas Tornado.
Ingaggiato nel dicembre 1971, guida nella North American Soccer League 1972 i Miami Gatos, che lascerà a stagione in corso per dei problemi occorsigli con un calciatore in rosa.
Nella stagione 1973 ritorna alla guida dei Rochester Lancers, con cui chiude l'annata all'ultimo posto della Northern Division.
Nella stagione 1979-1980 guidò i Buffalo Stallions nel torneo della Major Indoor Soccer League, di cui era vicepresidente e general manager. Nel 1984 fonderà i Buffalo Storm e si dedicherà allo sviluppo del calcio a Buffalo.
Sposatosi, ha avuto due figlie femmine ed un maschio.

## Palmarès

### Club
- Campionato NASL: 1

Rochester Lancers:1970

### Individuale
- NASL Coach of the Year: 1

1970